# Toshiro Akamatsu
Toshiro Akamatsu (japanisch 赤松 敏郎; * 28. August 1941) ist ein ehemaliger japanischer Radrennfahrer.

## Sportliche Laufbahn
Akamatsu war im Straßenradsport aktiv. Er war Teilnehmer der Olympischen Sommerspiele 1964 in Tokio. Im olympischen Straßenrennen kam er auf den 106. Rang.